# 798
798（七百九十八、ななひゃくきゅうじゅうはち）は自然数、また整数において、797の次で799の前の数である。

## 性質
- 798は合成数であり、約数は1, 2, 3, 6, 7, 14, 19, 21, 38, 42, 57, 114, 133, 266, 399, 798である。
  - 約数の和は1920。
  - 194番目の過剰数である。1つ前は792、次は800。
- 偶数のノントーティエントである。
- 11番目の四素合成数である。1つ前は770、次は858。(オンライン整数列大辞典の数列 A046386)
- 798 = 12 + 112 + 262 = 22 + 132 + 252 = 52 + 172 + 222 = 102 + 132 + 232
  - 3つの平方数の和4通りで表せる89番目の数である。1つ前は792、次は804。(オンライン整数列大辞典の数列 A025324)
  - 異なる3つの平方数の和4通りで表せる76番目の数である。1つ前は790、次は803。(オンライン整数列大辞典の数列 A025342)
- n = 798 のとき n と n + 1 を並べた数を作ると素数になる。n と n + 1 を並べた数が素数になる95番目の数である。1つ前は792、次は800。(オンライン整数列大辞典の数列 A030457)
- 約数の和が798になる数は4個ある。(452, 605, 637, 797) 約数の和4個で表せる15番目の数である。1つ前は728、次は816。
- 各位の和が24になる3番目の数である。1つ前は789、次は879。
  - 偶数という条件をつけると各位の和が24になる最小の数である。

## その他 798 に関連すること
- 西暦798年
- 紀元前798年
- 798芸術区
- 798号艦 (戦艦)